# Atlas kultury ludowej w Polsce
Atlas kultury ludowej w Polsce – pierwszy wydany w Polsce atlas etnograficzny. Atlas opracowany pod kierunkiem Kazimierza Moszyńskiego opisywał obszar Polski sprzed 1939 r.
Był to pierwszy atlas kultury ludowej dotyczący terenu jednego państwa europejskiego.

## Zeszyty
Atlas kultury ludowej w Polsce opublikowany był w trzech zeszytach:
- zeszyt 1. (1934) - opracowany przez K. Moszyńskiego i J. Klimaszewską[3]
- zeszyt 2. (1935) - opracowany przez K. Moszyńskiego, J. Klimaszewską, M. Bytnarówną[4]
- zeszyt 3. (1936) - opracowany przez K. Moszyńskiego i J. Klimaszewską[5].

Ponadto, w latach 1938-1939 K. Moszyński i J. Klimaszewska przygotowali zeszyt 4. Materiały do jego przygotowań zostały przekazane redakcji Polskiego Atlasu Etnograficznego.